# Borislav Gidikov
Borislav Gidikov, né le 3 novembre 1965 à Pazardjik, est un haltérophile bulgare.

## Palmarès

### Jeux olympiques
- Séoul 1988
  -  Médaille d'or en moins de 75 kg[1].

### Championnats du monde
- Ostrava 1987
  -  Médaille d'or en moins de 75 kg.
- Sofia 1986
  -  Médaille d'argent en moins de 75 kg.

### Championnats d'Europe
- Reims 1987
  -  Médaille de bronze en moins de 75 kg.
- Karl-Marx-Stadt 1986
  -  Médaille d'argent en moins de 75 kg.